# Richard Delbrueck
Richard Delbrueck (eller Delbrück), född den 14 juli 1875 i Jena, död den 22 augusti 1957 i Bonn, var en tysk klassisk arkeolog. 
Efter sin promotion 1899 hos Georg Loeschcke vid universitetet i Bonn erhöll Delbrueck ett resestipendium från Deutsches Archäologisches Institut. Han habiliterade sig 1903 och blev 1909 professor. Från 1911 till 1915 ledde Delbrueck det arkeologiska institutets avdelning i Rom. 
Efter att det stängdes på grund av Italiens inträde i Första Världskriget var han verksam som referent inom den preussiska statsapparaten. År 1922 övertog han en lärostol för klassisk arkeologi vid universitetet i Gießen, 1928 vid universitetet i Bonn. År 1940 blev han på politiska grunder emeritus. Delbruecks forskningsgområden var till att börja med romersk arkitekturhistoria och porträttet, senare framför allt konsten under senantiken.